# 史密斯威森M625左輪手槍
史密斯威森M625（英語：Smith & Wesson Model 625）是一款由美国槍械公司史密斯威森所研製及生產的6發式“N型底把”雙動操作式左輪手槍，是美軍於第一次世界大战期間制式的M1917左輪手槍的直系、兼其精緻商業型S&W M22的不銹鋼改進型版本，發射.45 ACP、.45 Auto Rim、.45 GAP或.45長柯爾特這四種.45口徑的手枪子彈。

## 歷史
1988年，史密斯威森公司研製出M625左輪手槍，可用於自衛或射擊比賽。該槍槍管長127毫米，全槍槍身及金屬部件採用表面拋光的不銹鋼材料製成，轉輪彈膛裝彈量6發。
M625左輪手槍採用重型槍管，自身質量較大，因此在射擊時後坐力較為溫和，不似其他.45英寸口徑手槍那樣強烈，有利於提高射擊精度，這也是M625這樣大口徑左輪手槍長盛不衰的重要原因。該槍的握把整體上較為小巧，即便手形較小的射手，特別是女性射手，也容易操控。對於槍械的握把護板，史密斯威森公司亦根據用戶的不同喜好，提供多種選擇，比如出廠時配備的木質刻紋握把護板，也可換成更柔和的橡膠材質。

## 設計細節

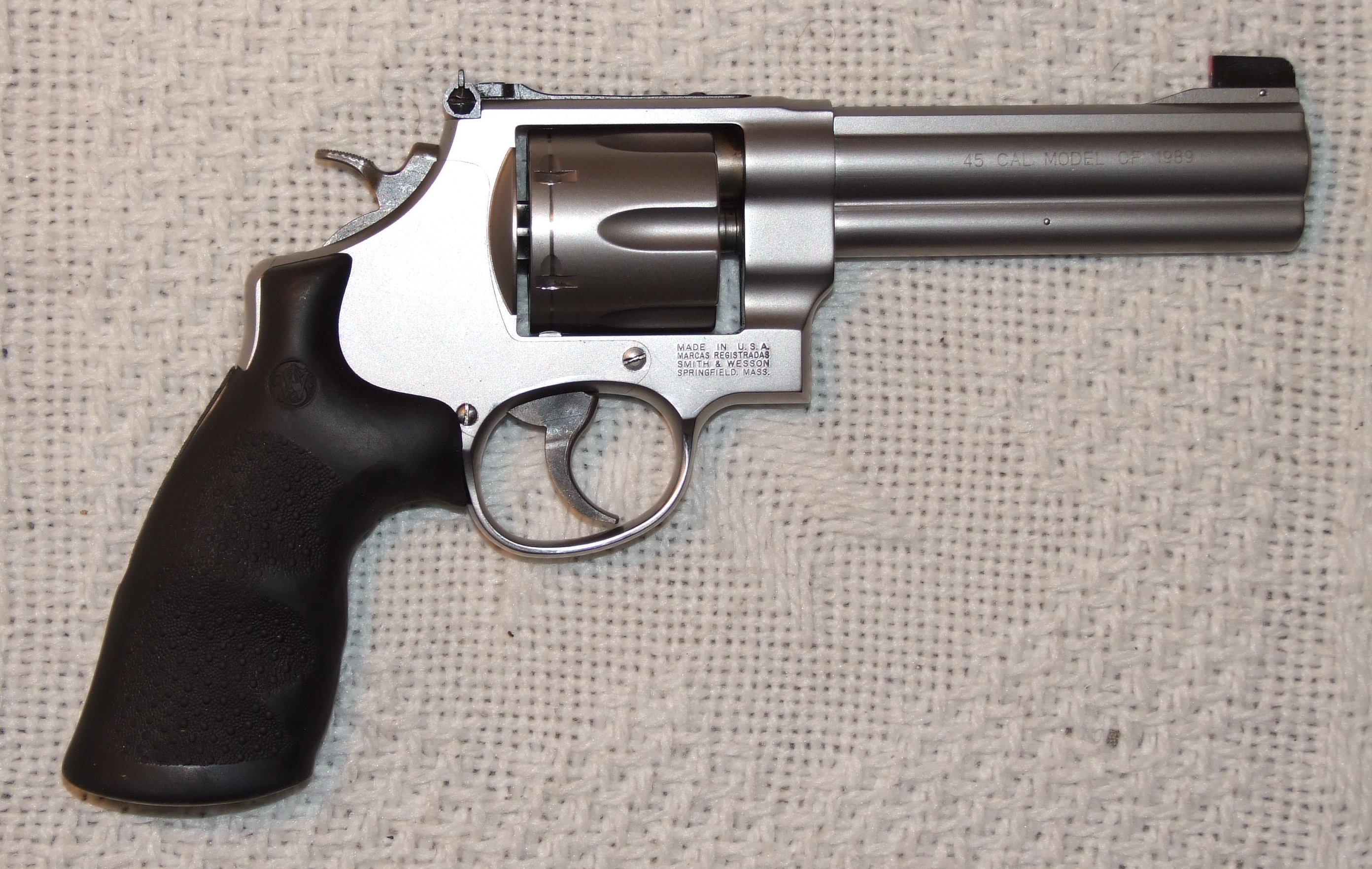
史密斯威森M625的右側視圖

根據來自史密斯威森的衍生型號名稱編配手法，M625這個型號是在原來的M25左輪手槍的型號名稱前面增加一個6字以表示這是原來的M25左輪手槍設計的不鏽鋼底把版本，這點與史密斯威森M627、史密斯威森M629、史密斯威森M657、史密斯威森M686相同。
史密斯威森M625的殼頭間隙可使得.45 ACP自動手槍子彈在不使用全月夾以下直接將.45 ACP裝填進弹巢以內，但由於無緣式子彈不能保證從彈巢內退殼成功，因此子彈仍需要夾在全月夾以上以方便退殼。使用全月夾可更合適地控制子彈在每個膛室內的前後位置以便擊錘可靠地擊發子彈底火，另一方面還可在發射所有子彈以後很方便地一次性退出6發彈殼。
以不鏽鋼“N型”（大型）左輪手槍底把為基礎所設計而成的M625，在1988年推出市場。標於槍管右側的“.45 CAL MODEL OF 1988”（中文意為：.45口徑型號，1988年）槍身銘文，旨在使得它可用作國際實用射擊聯合會的一款限量版紀念型號。它配備了一根5英吋（127毫米）一個連全尺寸底部凸桿式。
正常生產型號的史密斯威森M625於1989年推出。在1991年至1992年期間，也曾經生產過3英吋（76.2毫米）和4英吋（101.6毫米）槍管型號。現在的標準產品只包括4英吋（101.6毫米）和5英吋（127毫米）槍管型號。史密斯威森M625採用重型槍管和大重量槍身以吸收射擊時的後座力，提高射擊精度。較半自動手槍小巧的握把可讓手形較小的射手也容易操作，握把亦具有多種選擇，包括木製刻紋和黑色橡膠。照門、準星和握把可在無須工具或槍匠下自行改進以最大程度滿足射手的不同習慣。
.45 ACP口徑的M625亦是傑里·喬勒（Jerry Miculek）於1999年9月11日所使用的左輪手槍，當時他創造了最快的擊發六發槍彈，一次裝彈以及在2.99秒以內再發六槍的世界紀錄。
史密斯威森M625山地槍型是史密斯威森M625的輕量型版本，裝上一根縮短型底部凸桿和圓錐形槍管，槍管其中一面上刻有“Mountain Gun”（中文意為：山地槍）。標準型史密斯威森M625山地槍型裝上一根4英吋（101.6毫米）槍管，發射.45長柯爾特子彈。2001年，史密斯威森定製工場還生產了其限量版，使用的彈藥為.45 ACP。這兩把左輪手槍都裝有可調節的照門和霍格（英語：Hogue）公司生產的標準橡膠握把。
史密斯威森M625-10左輪手槍是2004年史密斯威森定製工場所推出的M625山地槍型系列最新版本。這是M625的塌鼻型版本。史密斯威森M625-10是在第二次世界大战之前流行史密斯威森M25的不鏽鋼型更新版本，可用作一把由發令槍所轉換而成的“菲茨特種槍”（一把隱蔽而且在接觸距離以下使用的防衛槍）。
另一種近期推出的史密斯威森定製工場版本是史密斯威森M625JM，在2005年推出。“JM”意指傑里·喬勒，一位世界上以左輪手槍速射聞名的狂熱射手，擁有眾多的國家和世界射擊冠軍和五個展覽左輪手槍射擊世界紀錄保持者，而這是他的個人設計。史密斯威森M625JM使用4英吋（101.6毫米）的槍管、後方可調節式照門和前方黑色片狀連金色珠狀帕特里奇式準星。史密斯威森M625JM的表面為啞光磁珠噴砂不鏽鋼處理。木製握把是由喬勒所設計。
目前由史密斯威森研製及推出發射.45 ACP口徑最新型號是史密斯威森M325夜間護衛型（英語：Night Guard）和史密斯威森M325PD。

## 月型夾的使用

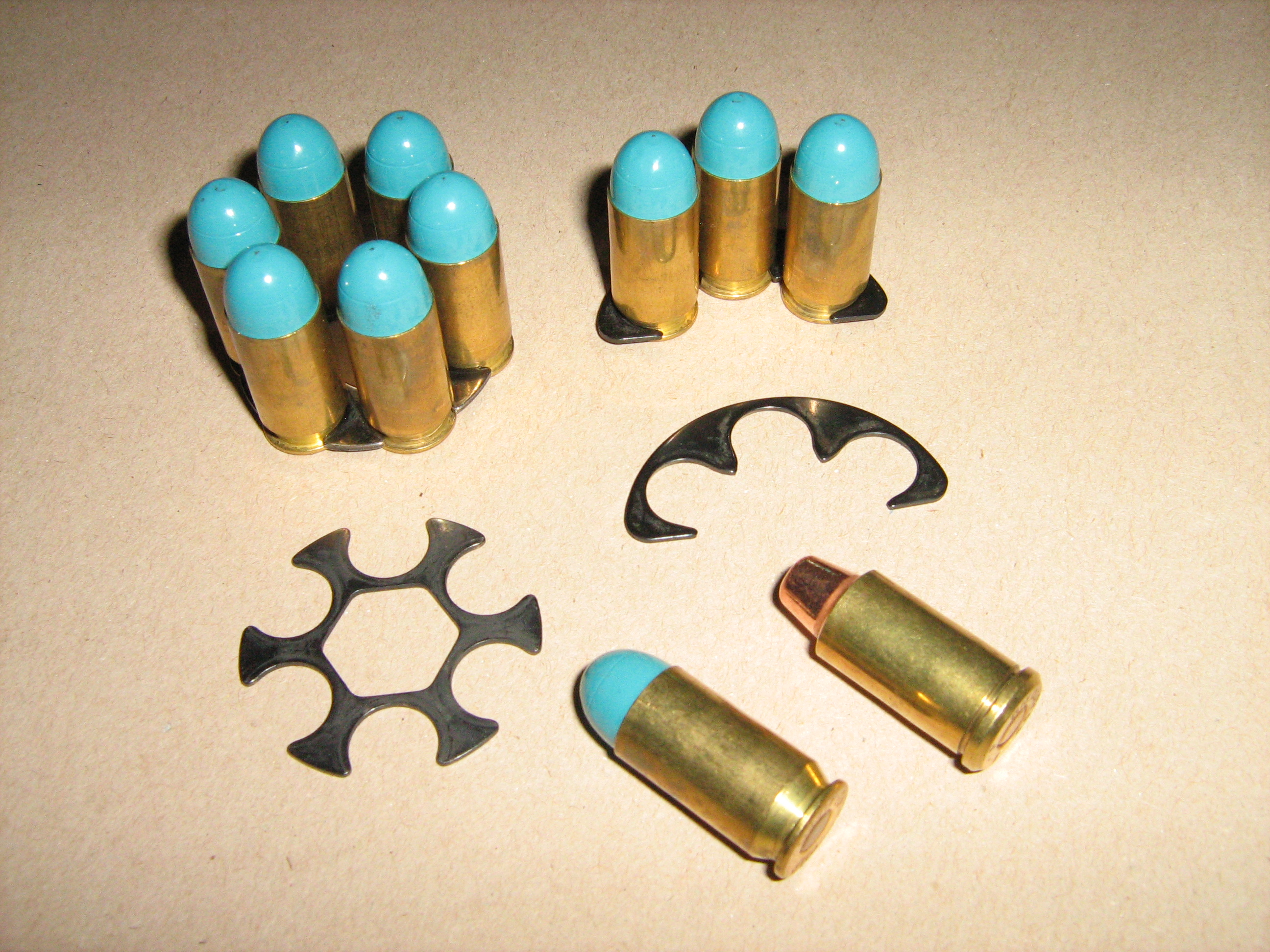
裝填了.45 ACP子彈的月型夾和月型夾，以及一發斷尖錐型.45 Auto Rim子彈

史密斯威森M625設計用以利用月型夾，發射.45 ACP手槍子彈。雖然不使用月型夾亦可將.45 ACP子彈裝入膛室，但由於抽殼勾無法與無緣式彈殼接合，空彈殼必須以清潔棒或是鉛筆拋出。史密斯威森M625也可發射.45 Auto Rim子彈，因為它倆是為使用月球夾以裝填.45 ACP的左輪手槍而設計的彈藥。史密斯威森M625也可以利用月型夾以發射較新型的.45 GAP子彈，但也只能在使用月型夾以下發射。

## 衍生型

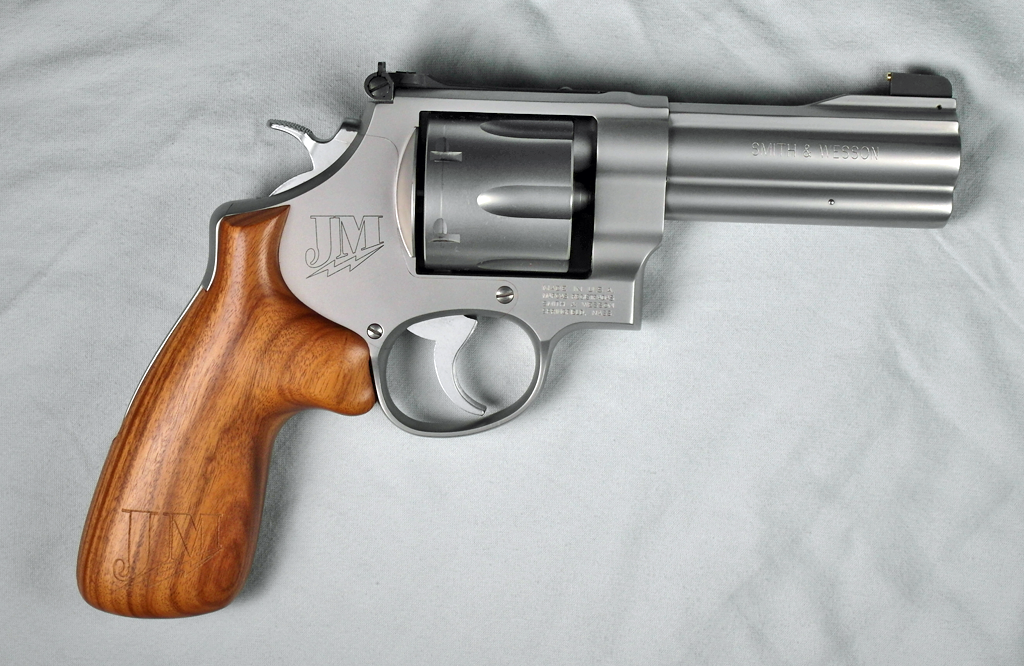
史密斯威森M625JM的右側視圖

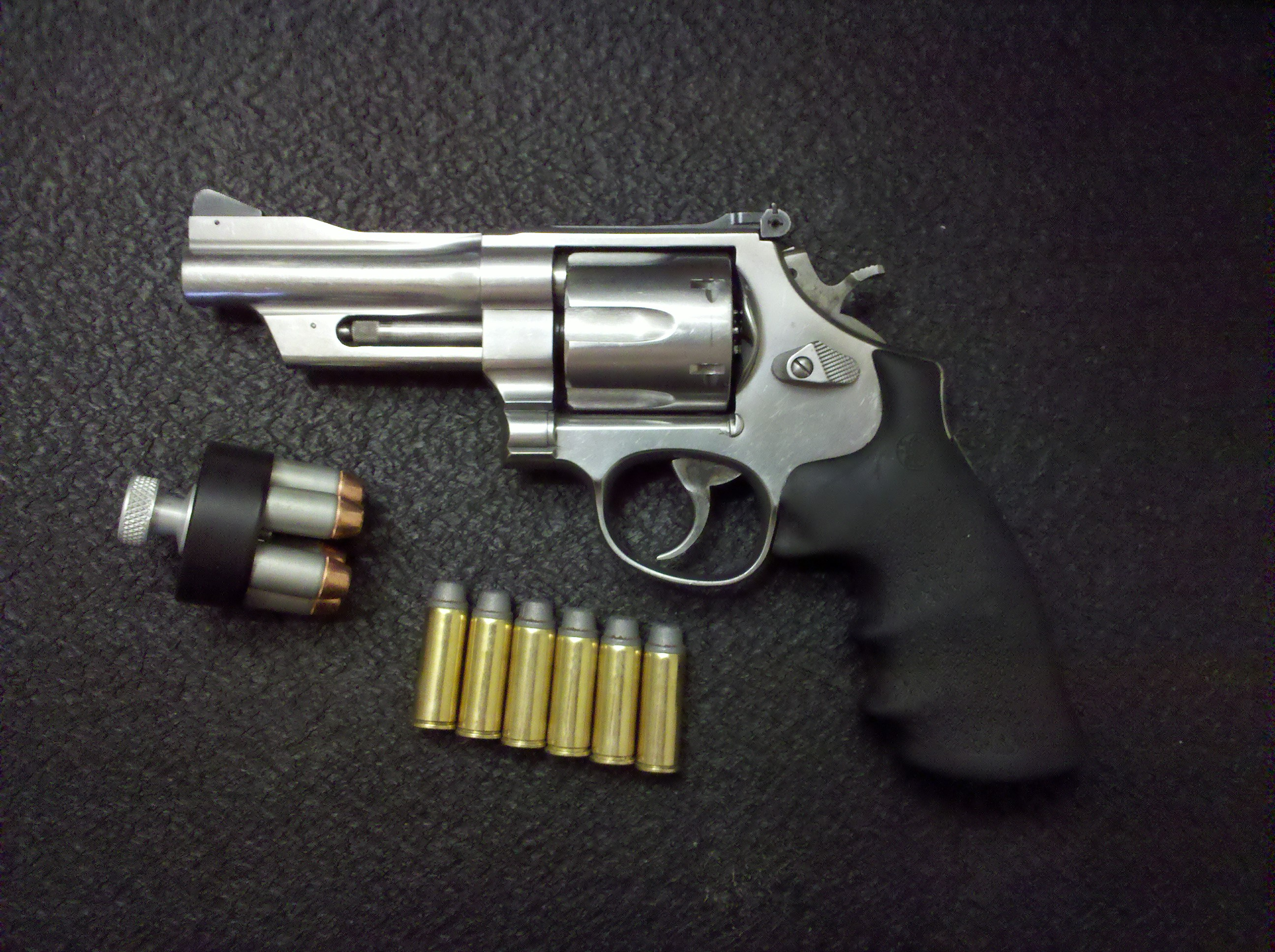
史密斯威森M625-6山地槍型4英吋槍管型號.45柯爾特口徑左輪手槍的左側視圖，連6發250克.45柯爾特子彈和裝填了家庭防衛型250克XTP彈藥的快速装弹器。

- 史密斯威森M625（S&W Model 625，美國製左輪手槍，.45 ACP，.45口徑靶子型，不鏽鋼製）
- 史密斯威森M625山地槍型（S&W Model 625 Mountain Gun，美國製左輪手槍，.45 ACP，1989年.45口徑輕量，39.5盎司／1,100克／2.47磅）
- 史密斯威森625-2（S&W Model 625-2，美國製左輪手槍，.45 ACP，.45口徑靶子型，不鏽鋼製）
- 史密斯威森625-3（S&W Model 625-3，美國製左輪手槍，.45柯爾特彈（英语：.45 Colt））
- 史密斯威森625-4（S&W Model 625-4，美國製左輪手槍，.45 ACP，.45口徑靶子型，不鏽鋼製）
- 史密斯威森625-5（S&W Model 625-5，美國製左輪手槍，.45柯爾特彈（英语：.45 Colt））
- 史密斯威森M625-6＆-9山地槍型（S&W Model 625-6 & -9 Mountain Gun，美國製左輪手槍，.45柯爾特彈（英语：.45 Colt））
- 史密斯威森M625-7（S&W Model 625-7，美國製左輪手槍，.45柯爾特彈（英语：.45 Colt））
- 史密斯威森M625-8（S&W Model 625-8，美國製左輪手槍，.45 ACP，.45口徑靶子型，不鏽鋼製）
- 史密斯威森M625-9（S&W Model 625-9，美國製左輪手槍，.45柯爾特彈（英语：.45 Colt））
- 史密斯威森M625-10（S&W Model 625-10，美國製左輪手槍，.45 ACP，.45口徑靶子型，不鏽鋼製）
- 史密斯威森M625-11（S&W Model 625-11，美國製左輪手槍，.45柯爾特彈（英语：.45 Colt），钪製底把，性能中心設計）
- 史密斯威森M625JM（S&W Model 625JM，美國製左輪手槍，.45 ACP，傑里·喬勒設計）
- 史密斯威森M625-6 V競賽型（S&W Model 625-6 V-Comp，美國製左輪手槍，.45 ACP，性能中心設計）

## 資料來源
1. 1 2 3 4 5 6  Supica, Jim; Richard Nahas.  3. F+W Media, Inc. 2007: 293. ISBN 9780896892934.
2. ↑  Hartink, A.E. . Edison, New Jersey: Chartwell Books, Inc. 2002: 283–284. ISBN 9780785815198.
3. ↑  Shooter's Bible Guide to Firearms Assembly, Disassembly, and Cleaning By Robert A. Sadowski
4. ↑  Supica, Jim; Nahas, Richard. . Iola, Wisconsin: F+W Media, Inc. 2007: 168, 190  [2018-08-25]. ISBN 0-89689-293-X. （原始内容存档于2014-06-29）.

- （英文）—Manfacturer: Smith & Wesson （页面存档备份，存于）—
  - Model 625 JM
  - Model 625

## 外部連結
- （英文）—SMITH & WESSON'S 625-2 （页面存档备份，存于）
- （英文）—Day At The Range—S&W Model 625 45 Colt Performance Center Range Review （页面存档备份，存于）
- （英文）—Unsung Best Buy: Range Evaluation: S&W Model 625-6 w/3" Bbl （页面存档备份，存于）
- （英文）—Tactical-Life.com—Reinventing the Wheel: 10 Elite Revolvers From Smith & Wesson （页面存档备份，存于）
- （英文）—Personal Defense World.com—
  - 32 Revolvers From CONCEALED CARRY HANDGUNS 2016（页面存档备份，存于）
  - 20 Home Defense Handguns To Protect You And Your Family（页面存档备份，存于）
- 轻兵器—续写经典——史密斯-韦森M625转轮手枪（一）